# Глазенап, Павел Александрович
Павел Александрович Глазенап (нем. Paul Johann von Glasenapp; 1818—1882) — инженер путей сообщения Российской империи, инспектор Царскосельской и Петергофской железных дорог, автор ряда трудов по железнодорожной тематике.

## Биография
Происходил из остзейского дворянского рода. Родился 18 (30) августа 1818 года в семье Александра-Густава фон Глазенапа (1777—1840); брат Александра и Владимира Александровичей Глазенап. 
Получил образование в Институте инженеров путей сообщения, куда поступил в 1832 году и где в 1835 году был произведён в прапорщики. 
Выпущенный в 1838 году поручиком на действительную службу, он последовательно служил по постройке Рижского шоссе, в искусственном отделении І округа путей сообщения, с мая 1840 года на работах по соединению рек Волги и Москвы, в южной дирекции по изысканиям Николаевской железной дороги и с 1842 года по постройке этой дороги (под его наблюдением построен мост через реку Цну). 
После открытия Николаевской дороги Павел Александрович Глазенап служил на ней же помощником начальника 3-го отделения (1851) и 7-го (с марта по июль 1857 года). 

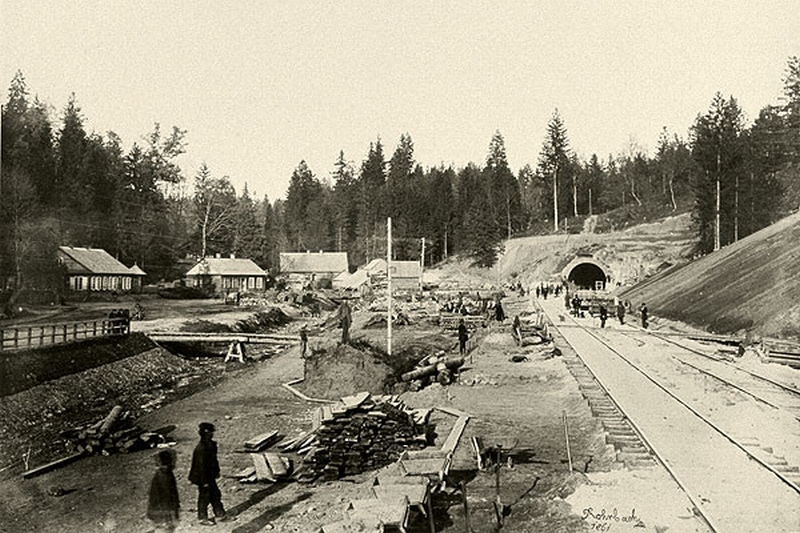
Строительство Петербурго-Варшавской железной дороги

В 1852 году он работал по постройке Санкт-Петербурго-Варшавской железной дороги, и в 1857 году был причислен к главному управлению путей сообщения (позднее Министерство путей сообщения Российской империи). 
В 1859 году Павел Александрович Глазенап опубликовал в «Журнале Министерства путей сообщения» статью «Способ экономического распределения материалов при устройстве высоких каменных опор».
В 1861 году, оставив службу, он был выбран мировым посредником по Вышневолоцкому уезду Тверской губернии. Здесь Глазенап примкнул к кружку дворян, добивавшемуся завершения реформ созывом народных представителей. 
В 1862 году в числе других 13 лиц, принадлежавших к составу мировых учреждений Тверской губернии, он был предан по Высочайшему повелению суду за письменное заявление местному губернскому по крестьянским делам присутствию, что они намерены впредь руководствоваться в своих действиях воззрениями и убеждениями, несогласными с положением 19 февраля 1861 года, и что всякий другой образ действий они признают враждебным обществу. Обвиненные были арестованы и отвезены в Санкт-Петербург, где посажены в Петропавловскую крепость и преданы суду Сената. За составление и распространение заявления, заключающего в себе недозволенные суждения о постановлениях и действиях правительства, с нарушением служебного порядка, решением Сената (по 1-му отделению 5-го департамента) Павел Александрович Глазенап был приговорён к лишению некоторых особенных прав и преимуществ и заключению в смирительном доме на 2 года 2 месяца; 18 июля осужденные были подвергнуты заключению, но 22 июля от отбывания этого наказания освобождены по Высочайшему повелению (благодаря заступничеству генерал-губернатора князя Суворова), по случаю дня тезоименитства императрицы Марии Александровны. В 1868 году ему были возвращены все права и преимущества. 
В 1870 году в чине надворного советника Глазенап вновь поступил на службу по Министерству путей сообщения и назначен инспектором Царскосельской и Петергофской железных дорог. В 1876 году он был перемещён на должность инспектора Балтийской железной дороги. 
Павел Александрович Глазенап скоропостижно скончался от разрыва сердца 10 (22) декабря 1882 года.

## Семья
От брака с Елизаветой Алексеевной Широбоковой (1822—05.04.1867), которая скончалась от чахотки в Неаполе, имел 8 детей:
- Александр (21.04.1846—1895, Севастополь), у него в браке с Ольгой Харламовой — сын Павел (19.05.1878—?)
- Алексей (18.10.1847—1902)[2]был помощником главного инженера Петербурго-Варшавской железной дороги;  с 10 марта 1885 по 11 июля 1890 года был управляющим Рязанско-Уральской железной дорогой[3]
- Сергей (1848—1937), астроном
- Владимир (12.05.1850—28.07.1909[4]), инженер путей сообщения, статский советник
- Мария (1852—1874), в замужестве Андреева
- Елизавета (1853—1863)
- Леонид (1855—?)
- Елизавета (1864—?); её муж — сухумский доктор Симон